# The Illusion of Progress
The Illusion of Progress è il sesto album di inediti del gruppo statunitense Staind uscito il 19 agosto negli USA e l'8 settembre 2008 in Italia e pubblicato dalla Flip/Elektra e Roadrunner. L'album è stato anticipato dal singolo Believe, che ha raggiunto il n.1 nella Hot Mainstream Rock Tracks e da This Is It, resa disponibile nello stesso periodo su iTunes. Secondo singolo, è stato All I Want, mentre sul mercato europeo è uscito come singolo il brano The Way I Am. L'ultimo estratto è stato invece This Is It, mandato nelle radio il 4 maggio 2009. L'album ha raggiunto la terza posizione in classifica e ha venduto oltre 370 000 copie negli Stati Uniti, rimanendo per 28 settimane consecutive in classifica.

## Tracce
1. This Is It – 3:46
2. The Way I Am – 4:18
3. Believe – 4:17
4. Save Me – 4:52
5. All I Want – 3:29
6. Pardon Me – 5:02
7. Lost Along The Way – 4:19
8. Break Away – 4:09
9. Tangled Up In You – 4:35
10. Raining Again – 3:53
11. Rainy Day Parade – 4:16
12. The Corner – 5:17
13. Nothing Left To Say – 4:40

### Bonus
- It's Been Awhile   (Versione acustica al the Hiro Ballroom) [Limited Edition] - 4:49
- Devil (Versione acustica al the Hiro Ballroom) [Limited Edition] - 5:18
- Schizophrenic Conversations (Versione acustica al the Hiro Ballroom)[Limited Edition] - 4:46
- The Truth [Japan Edition + iTunes Deluxe Edition]
- Something Like Me [Japan Edition + iTunes Pre-Order Deluxe Edition]

## Singoli
- Believe
- All I Want
- The Way I Am
- This Is It

## Classifiche
| Paese         | Posizione |
| ------------- | --------- |
| Australia     | 100       |
| Austria       | 67        |
| Canada        | 16        |
| Germania      | 41        |
| Nuova Zelanda | 22        |
| Paesi Bassi   | 90        |
| Regno Unito   | 73        |
| Stati Uniti   | 3         |
| Svizzera      | 40        |

## Formazione
- Aaron Lewis - voce
- Mike Mushok - chitarra
- Johnny April - basso
- Jon Wysocki - batteria